# Rurouni Kenshin
Rurouni Kenshin: Meiji Swordsman Romantic Story (るろうに剣心 明治剣客浪漫譚 Rurōni Kenshin Meiji Kenkaku Romantan) er en japansk manga og anime skrevet af Nobuhiro Watsuki. Mangaen er på 28 bøger. Tv-serien er på 95 episoder. Det er to OVAs, Rurouni Kenshin: Tsuioku Hen, på 4 episoder, og Rurouni Kenshin: Seishou Hen, som er på 2 episoder. I tillæg er der blevet lavet en spillefilm kaldet Rurouni Kenshin: Ishin Shishi no Requiem som varer 90 minutter.
Rurōni er et kunstord udtænkt af forfatteren, som betyder så meget som "vandringsmand" eller "vagabond". Kenshin er navnet på hovedpersonen. Historien udspiller sig i den tidlige Meiji-tid i Japan og fortæller om en samurai, der må gøre opgør med sin fortid som attentatmand i tiden med Bakumatsu-urolighederne.
| Anime eller manga | Spire Denne artikel om en anime og/eller manga er en spire som bør udbygges. Du er velkommen til at hjælpe Wikipedia ved at udvide den. |